# Mars Audiac Quintet
Mars Audiac Quintet – trzeci album studyjny brytyjskiego zespołu Stereolab, wydany 9 sierpnia 1994 roku. Początkowe edycje CD zawierały dodatkowy dysk z dwoma utworami, natomiast winyl miał dołączony dysk 7". Był to ostatni album grupy, na którym zagrał gitarzysta Sean O'Hagan, natomiast pierwszy z Katharine Gifford, grającą na instrumentach klawiszowych.
Płyta dotarła do 19. miejsca na UK Albums Chart, co mogło być spowodowane lżejszym, bardziej popowym brzmieniem w porównaniu do wcześniejszych płyt. Album zawierał singiel "Ping Pong", korzystający z rytmiki bossa novy, który krytykowano za odniesienia marksistowskie (obecne w wielu utworach grupy).

## Lista utworów
Wszystkie utwory napisali i skomponowali Tim Gane i Lætitia Sadier, w innym przypadku podano w nawiasie.
1. "Three-Dee Melodie" – 5:02
2. "Wow and Flutter" – 3:08
3. "Transona Five" – 5:32
4. "Des étoiles électroniques" – 3:20
5. "Ping Pong" – 3:02
6. "Anamorphose" – 7:33
7. "Three Longers Later" – 3:28
8. "Nihilist Assault Group" – 6:55
9. "International Colouring Contest" – 3:47
10. "The Stars Our Destination" – 2:58 (aluzja do książki Gwiazdy moim przeznaczeniem Alfreda Bestera)
11. "Transporté sans bouger" – 4:20
12. "L'enfer des formes" – 3:53
13. "Outer Accelerator" – 5:21
14. "New Orthophony" – 4:34
15. "Fiery Yellow" – 4:04 (Tim Gane / Sean O'Hagan)

Dysk bonusowy zawiera utwory "Ulan Bator" and "Klang Tone", wydane później na Aluminum Tunes: Switched On, Vol. 3.

## Twórcy
- Laetitia Sadier - wokal, gitara, organy Vox, syntezator Mooga, tamburyn
- Tim Gane - gitara, Vox organ, syntezator Mooga, perkusja
- Sean O'Hagan - gitara, organy Vox & Farfisa
- Andy Ramsay - bębny
- Mary Hansen - gitara, wokal dodatkowy, tamburyn
- Duncan Brown - gitara, gitara basowa, dodatkowa wokal
- Katharine Gifford - keyboardy

## Listy przebojów
- UK Albums Chart: 27[9]